# La badia de l'odi
 La badia de l'odi  (Alamo Bay) és una pel·lícula estatunidenca dirigida per Louis Malle, estrenada el 1985. Ha estat doblada al català

## Argument
Un veterà del Vietnam depressiu és a l'arribada de refugiats vietnamites al port d'Alamo Bay i de les tensions que se'n desprenen...

## Repartiment
- Amy Madigan: Glory
- Ed Harris: Shang
- Ho Nguyen: Dinh
- Donald Moffat: Wally
- Truyen V. Tran: Ben
- Rudy Young: Skinner
- Cynthia Carle: Honey
- Martin LaSalle: Luis
- William Frankfather: Mac
- Lucky Mosley: Ab Crankshaw
- Bill Thurman: el xèrif
- Michael Ballard: Wendell
- Gary Basaraba: Leon
- Jerry Biggs: Buddy
- Mark Hanks: Brandon

## Al voltant de la pel·lícula
- El rodatge es va desenvolupar a Port Lavaca i Rockport, a Texas.
- La cançó Too Close és interpretada per Amy Madigan i John Hiatt.